# زهير بن سليم
زهير بن سليم بن الحارث الغامدي الأزدي، صحابي وممن شاركوا في الفتوحات الإسلاميَّة.

## نسبه
هو زهير بن سليم بن الحارث بن عوف بن ثعلبه بن عامر بن ذهل بن مازن بن ذبيان بن ثعلبه بن الدول بن سعد مناة بن غامد من الأزد. وهو أخو مخنف بن سليم الأزدي زعيم الأزد في الكوفة.
شارك في معركة القادسية في الجيش الذي قاده سعد بن ابي وقاص وبعد أن هزمت العجم الفرس في تلك المعركة وجه يزدجرد ملك الفرس النخارجان على رأس جيش مددا للجيش المهزوم يقول الدينوري في كتاب الأخبار الطوال بعد أن عبى القوم وكتبوا كتائبهم وأوقفوهم مواقفهم حتى وافتهم العرب وتواقف الفريقان برز النخارجان (قائد جيش الفرس الذي ارسله يزدجرد) فنـادى مرد ومرد أي رجل ورجل فخرج اليه زهير بن سليم الغامدي وكان النخارجان سمينا بدينا جسيما وزهير رجلا مربوعا شديد العضدين والساعدين فرمى النخارجان نفسه عن دابته عليه فاعتركا وجلس النخارجان على صدر زهير واستل خنجره ليذبحه ولكن زهير مضغ ابهام النخارجان (عض ابهام النخارجان) فأسترخى النخارجان وانقلب عليه زهير وأخذ خنجره وأدخل يده تحت ثياب النخارجان فبعجه وقتله. وكان برذون النخارجان مدربا فلم يبرح فركبه زهير الغامدي وأخذ سواريه ودرعه وقباءه وذهب بها زهير إلى سعد بن أبي وقاص فأغنمها اياه وأمره سعد ان يتزيا بزيه ودخل على سعد بن أبي وقاص فكان زهير بن سليم أول من لبـس من العرب السوارين  في أرض المعركة أو أرض العدو.